# Song Hảo
Song Hảo (sinh năm 1951) là một nhà thơ người Việt Nam. Bà là tác giả bài thơ Bên cửa sổ được nhạc sĩ Xuân Hồng phổ thơ được công chúng yêu thích.

## Tiểu sử
Song Hảo tên thật là Lê Thị Tố Lan, sinh năm 1951, tại xã An Bình, huyện Long Hồ, tỉnh Vĩnh Long. Bà bắt đầu làm thơ từ thời trung học. Khi tham gia phong trào sinh viên, học sinh, với những bài thơ về quê hương, dân tộc. Năm 1968, bà bắt đầu viết văn xuôi, với truyện ngắn đầu tay Thằng Mễnh đăng ở báo Dân Chủ Mới. Bút danh Song Hảo được dùng lần đầu với truyện ngắn Câu chuyện tháng Tám viết trong chiến khu, đăng trên báo Đất Thép năm 1972.
Bài thơ Bên cửa sổ đã được nhạc sĩ Xuân Hồng phổ thơ vào năm 1985 với tựa đề "Mùa xuân bên cửa sổ". Bài hát sau đó trở nên phổ biến và được công chúng yêu thích. Bài thơ Bao giờ được nhạc sĩ Huy Tiến phổ thơ và đặt tựa đề "Tâm hồn".

## Tác phẩm
Danh sách này không đầy đủ, bạn cũng có thể giúp mở rộng danh sách.
- Khoảng trời nhiều gió (Thơ, 1983)
- Dòng sông của em (Thơ, 1985)
- Bên dòng sông chín nhánh (Thơ, in chung 1987)
- Bên cửa sổ
- Bao giờ
- Tiếng sóng (1997)
- Thường tình (1999)